# Höskuldur Gunnlaugsson
Höskuldur Gunnlaugsson (Reykjavík, 26 settembre 1994) è un calciatore islandese, centrocampista del Breiðablik.

## Carriera

### Club
Ha sempre giocato nel campionato islandese fino al luglio 2017, quando è passato agli svedesi dell'Halmstad. In Svezia ha giocato 13 partite nell'Allsvenskan 2017 e, a seguito della retrocessione, 24 partite nella Superettan 2018.
Nel 2019 è tornato al Breiðablik con la formula del prestito annuale, ma nel gennaio 2020 è stato rilevato a titolo definitivo con un contratto triennale.

### Nazionale
Con la nazionale Under-21 del suo paese ha esordito nel 2015, durante le qualificazioni agli europei di categoria.

## Palmarès

### Club

#### Competizioni nazionali
- Campionato islandese: 2

Breiðablik: 2022, 2024
- Coppa di Lega islandese: 1

Breiðablik: 2024
- Supercoppa d'Islanda: 1

Breiðablik: 2023